# 파시오네 (애니메이션 제작사)
주식회사 파시오네(일본어: 株式会社パッショーネ 가부시키가이샤 팟쇼네[*], 영어: Passione Co.,Ltd.)는 일본의 애니메이션 제작사다.

## 역사
2011년 1월 26일에 스튜디오 판타지아의 전 프로덕션 매니저인 사이토 카즈히로에 의해 설립되었다.

## 작품

### TV 애니메이션
- 하이타이 나나파 (2012년)
- RAIL WARS! (2014년)
- 육화의 용사 (2015년)
- 히나코 노트 (2017년)
- citrus (2018년)
- 하이스쿨 D×D HERO (2018년)
- 여고생의 낭비 (2019년)
- Z/X Code reunion (2019년)
- 이종족 리뷰어스 (2020년)
- 쓰르라미 울 적에 업 (2020년)
- 쓰르라미 울 적에 졸 (2021년)
- 보이는 여고생 (2021년)
- 이세계 미궁에서 하렘을 (2022년)
- 연애 플롭스 (2022년)
- 나의 백합은 일입니다! (2023년)
- 성검학원의 마검사 (2023년)
- 이수라 (제1기) (2024년)
- 늑대와 향신료 MERCHANT MEETS THE WISE WOLF (2024년)
- 외톨이의 이세계 공략 (2024년)
- 이수라 (제2기) (2025년)
- 촌구석 아저씨, 검성이 되다 (2025년)
- 누키타시 THE ANIMATION (2025년)
- 마도정병의 슬레이브 (제2기) (2026년)
- 학생회에도 구멍은 있다! (미정)

### 극장 애니메이션
- 거충열도 (2020년)
- 오무로가 (2024년)

### OVA
- 거충열도

### 그 외
- 《학생회에도 구멍은 있다!》 애니메이션 CM (2024년)